# Technologic
"Technologic" (tecnológico, em inglês) é uma canção da dupla francesa Daft Punk do álbum Human After All. Foi lançada em 14 de junho de 2005. O videoclipe para "Technologic" foi dirigido por Daft Punk.
A canção foi apresentada em uma propaganda do iPod exibido no verão de 2005. Também foi destaque numa propaganda para o telefone celular Motorola E398, exibido no início de 2005 no Brasil. Além disso, a canção foi apresentada num episódio de The O.C.. Foi usado no comercial de 2009 da Lincoln MKS, e numa série de propagandas de TV para o Alfa Romeo MiTo. Ela é uma faixa jogável nos jogos Tap Tap Revenge e Tap Tap Dance do iPhone OS.

## Estrutura
A canção tem um tom de voz gerado eletronicamente cantando declarações imperativas relacionadas às atividades tecnológicas. Por exemplo, "Plug it, play it, burn it, rip it, drag and drop it, zip - unzip it" é falado no ritmo de uma batida percussiva.
Uma parte dos vocais foram alterados e utilizados no single "Touch It" de Busta Rhymes, produzido por Swizz Beatz. Num remix de "Touch It", as linhas touch it, bring it, pay it, watch it, turn it, leave it, start, format it foram cantadas pela rapper Missy Elliott. Além disso, o videoclipe para "Touch It" mostra um grupo de jovens animadores de torcida fazendo uma rotina enquanto cantam a mesma linha.
Elementos de "Technologic" e "Touch It" estão apresentados no álbum ao vivo Alive 2007 de Daft Punk. A repetida linha "fuck it", também foi integrada na turnê Alive 2007, com início no show ao vivo de Daft Punk em Bercy, em Paris.

## Videoclipe
O videoclipe para "Technologic" é o terceiro dirigido por Daft Punk, seguinte de "Fresh" e "Robot Rock". O vídeo apresenta a dupla num palco com pirâmides tocando os baixos exibidos na capa do single. As letras piscam como palavras individuais num monitor de televisão montado no palco. O vídeo apresenta um personagem robô que aparece cantando a letra da canção. O robô está situado na frente da tela piscando entre os dois membros de Daft Punk e depois aparece numa sala escura, assistindo-se na televisão. O videoclipe está incluído na edição CD/DVD do álbum Musique Vol. 1 1993-2005.
O design da pirâmide usado no vídeo é semelhante ao esquema usado nas performances ao vivo de Daft Punk durante a turnê Alive 2006/2007. O texto lírico piscando está integrado com a versão ao vivo de "Technologic" num grande display de LED utilizado para os seus shows. Guy-Manuel de Homem-Christo declarou: "no vídeo "Technologic", este pequeno robô [está] na pirâmide e nós pensamos que seria engraçado ter nós dois na pirâmide maior".

## Faixas

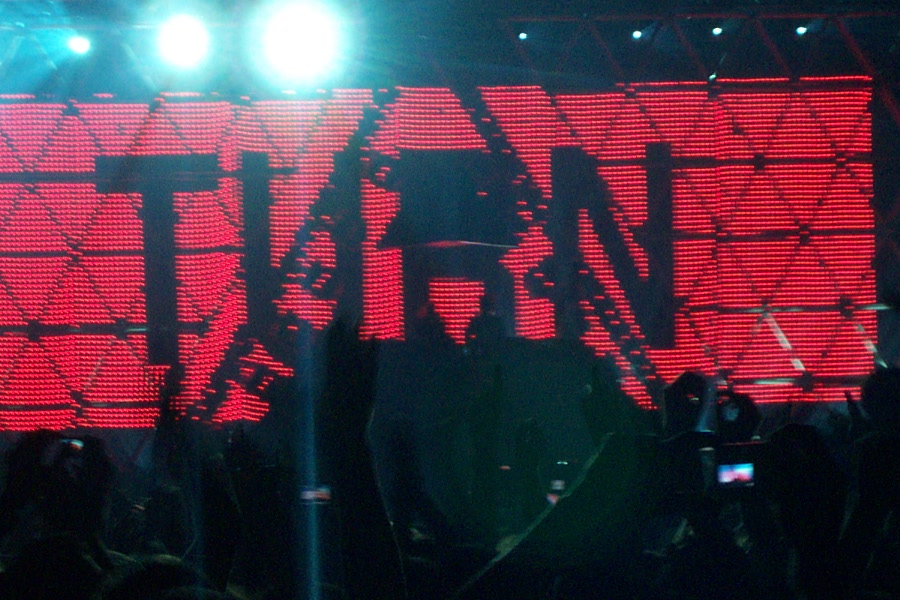
Daft Punk ao vivo tocando "Technologic"

### CD 1VSCDT1900
| N.º | Título                                     | Duração |  |
| 1.  | "Technologic (Radio Edit)"                 | 2:46    |  |
| 2.  | "Technologic (Basement Jaxx Kontrol Mixx)" | 5:29    |  |

### CD 2VSCDX1900
| N.º | Título                                 | Duração |  |
| 1.  | "Technologic"                          | 4:43    |  |
| 2.  | "Technologic (Vitalic Remix)"          | 5:24    |  |
| 3.  | "Technologic (Peaches No Logic Remix)" | 4:35    |  |
| 4.  | "Technologic (Video)"                  |         |  |

### 12"VST1900
| N.º | Título                                     | Duração |  |
| 1.  | "Technologic"                              | 4:43    |  |
| 2.  | "Technologic (Peaches No Logic Remix)"     | 4:35    |  |
| 3.  | "Technologic (Vitalic Remix)"              | 5:24    |  |
| 4.  | "Technologic (Basement Jaxx Kontrol Mixx)" | 5:29    |  |

## Desempenho nas paradas
| Paradas (2005)                                            | Melhor posição |
| --------------------------------------------------------- | -------------- |
| Bélgica (Ultratop 50 da Valônia)                          | 15             |
| Reino Unido (UK Singles Chart)                            | 40             |
| Reino Unido (UK Dance Chart)                              | 1              |
| Estados Unidos (Billboard Bubbling Under Hot 100 Singles) | 16             |
| Paradas (2008)                                            | Melhor posição |
| Suíça (Schweizer Hitparade)                               | 63             |
| Paradas (2010)                                            | Melhor posição |
| Suécia (Sverigetopplistan)                                | 29             |